# NGC 2827
NGC 2827 (другие обозначения — IC 2460, MCG 6-21-9, ZWG 181.15, PGC 26342) — спиральная галактика (Sb) в созвездии Рыси. 
Открыта Джорджем Стони в 1850 году. По всей видимости, эту галактику независимо от Стони открыл Стефан Жавел в 1900 году и она получила обозначение IC 2460 в Индекс-каталоге. NGC 2827 заметно вытянута по склонению, позиционный угол близок к нулю, однако Жавел указывал, что объект вытянут по прямому восхождению.